# Mannen från Mars
För andra betydelser, se Mannen från Mars (olika betydelser).
Mannen från Mars (engelska: The Day the Earth Stood Still) är en amerikansk film, Sci-Fi, från 1951. Regisserad av Robert Wise. Den hade biopremiär i USA den 18 september 1951.

## Handling
Klaatu, en utomjording med mänskligt utseende landar på jorden i ett flygande tefat tillsammans med en följeslagare, den stora roboten Gort. Med sig har han ett budskap om fred, men det första som möter honom är soldater som omringar rymdskeppet. Militären börjar skjuta på Klaatu och Gort, varvid roboten börjar förgöra artilleripjäser och handeldvapen. Under skottstriden skjuts Klaatu och förs till ett sjukhus, varifrån han senare rymmer för att få träffa vanliga jordbor. Han lyckas under namnet "Mr. Carpenter" göra sig till vän med en familj, och med deras hjälp kontaktar han den framstående vetenskapsmannen Professor Barnhardt och övertygar denne att sammankalla ett möte mellan betydande vetenskapsmän för att övertyga politikerna att lyssna på hans budskap. 
För att visa att han menar allvar stänger han på en förbestämd tid av all elektrisk ström och alla förbränningsmotorer över hela jorden, med undantag för sjukhus och liknande, i trettio minuter. Detta får omvänd effekt då han nu uppfattas som en säkerhetsrisk och skjuts efter en omfattande biljakt. Gort är programmerad att med våld om nödvändigt försvara Klaatu vid sådana omständigheter. Klaatu sänder Helen, en av medlemmarna i familjen han lärt känna, för att ändra Gorts order. Det görs med de klassiska orden: Gort, Klaatu barada nikto. Gort hämtar då Klaatu till tefatet där han återupplivas.
Klaatu får nu tala med vetenskapsmännen och berättar sitt budskap: antingen kan människorna sluta kriga med varandra och då bli en av många rymdfarande arter, eller också kommer de att utrotas.